# David Adam (Geistlicher)
David Adam (* 18. Oktober 1936 in Alnwick, Northumberland; † 24. Januar 2020 ebenda) war ein britischer anglikanischer Geistlicher und Autor.

## Leben
David Adam ging mit 15 Jahren von der Schule ab und arbeitete in der örtlichen Kohlegrube. Nach drei Jahren entschied er sich für eine Ausbildung zum geistlichen Amt in der Kirche von England und ging dafür an die Kirchliche Hochschule der Society of the Sacred Mission (SSM) nach Kelham in der Nähe von Newark-on-Trent. Nach seiner Ordination war er über 20 Jahre lang Pfarrer der verbundenen Gemeinde von Danby-Castleton-Commondale im Nationalpark North York Moors in North Yorkshire. Hier begann er, sich intensiv mit keltischer Spiritualität auseinanderzusetzen und Gebete in dieser Tradition zu verfassen. Danach war er 13 Jahre lang Pfarrer auf Holy Island (Lindisfarne), wo er Tausende Pilger und andere Besucher betreute. 1989 wurde er zum Domherrn von York Minster ernannt. Im Ruhestand lebte er an der Küste in der Nähe von Lindisfarne.
Sein erstes Buch mit Gebeten, The Edge of Glory: Prayers in the Celtic Tradition, erschien 1985; es wurde sofort ein Bestseller. Adam schrieb zahlreiche Bücher mit Gebeten, Betrachtungen und Mediationen, die in Großbritannien sehr populär waren.

## Werke
- The Cry of the Deer: Meditations on the hymn of St Patrick known as The Deer's Cry.[4]

deutsch: Segen: über mir, vor mir, unter mir: Gebetserfahrungen aus dem Irischen Segen. Aus dem Englischen von Cornelius Schwöbel, Konstanz: Christliche Verlags-Anstalt 1993 ISBN 978-3-7673-7503-1
Neuausgabe unter dem Titel: Der Gott, der uns umgibt: Leben aus der Kraft irischer Spiritualität. Aus dem Englischen von Cornelius Schwöbel, Neukirchen-Vluyn: Aussaat 2010 ISBN 978-3-7615-5765-5
- A Desert in the Ocean: Meditations based on St Brendan's Prayer on the Mountain – God's call to adventurous living.
- The Eye of the Eagle: Meditations on the hymn Be Thou My Vision
- The Edge of Glory: Collection of modern prayers in the Celtic tradition
- Flame In My Heart: The life of St Aidan
- Fire of the North: The life of St Cuthbert
- On Eagles' Wings: The life of St Chad
- The Open Gate: Celtic-style prayers for spiritual growth
- The Road of Life: Reflections on Searching and Longing
- The Rhythm Of Life: Morning, Midday, Evening and Night liturgies for each day of the week. London: Society for Promoting Christian Knowledge
- Tides and Seasons: A further collection of modern prayers in the Celtic tradition
- Walking the Edges: Living in the Presence of God.